# Refuge de Leschaux
Il refuge de Leschaux è un rifugio alpino del versante francese del  massiccio del Monte Bianco.

## Caratteristiche

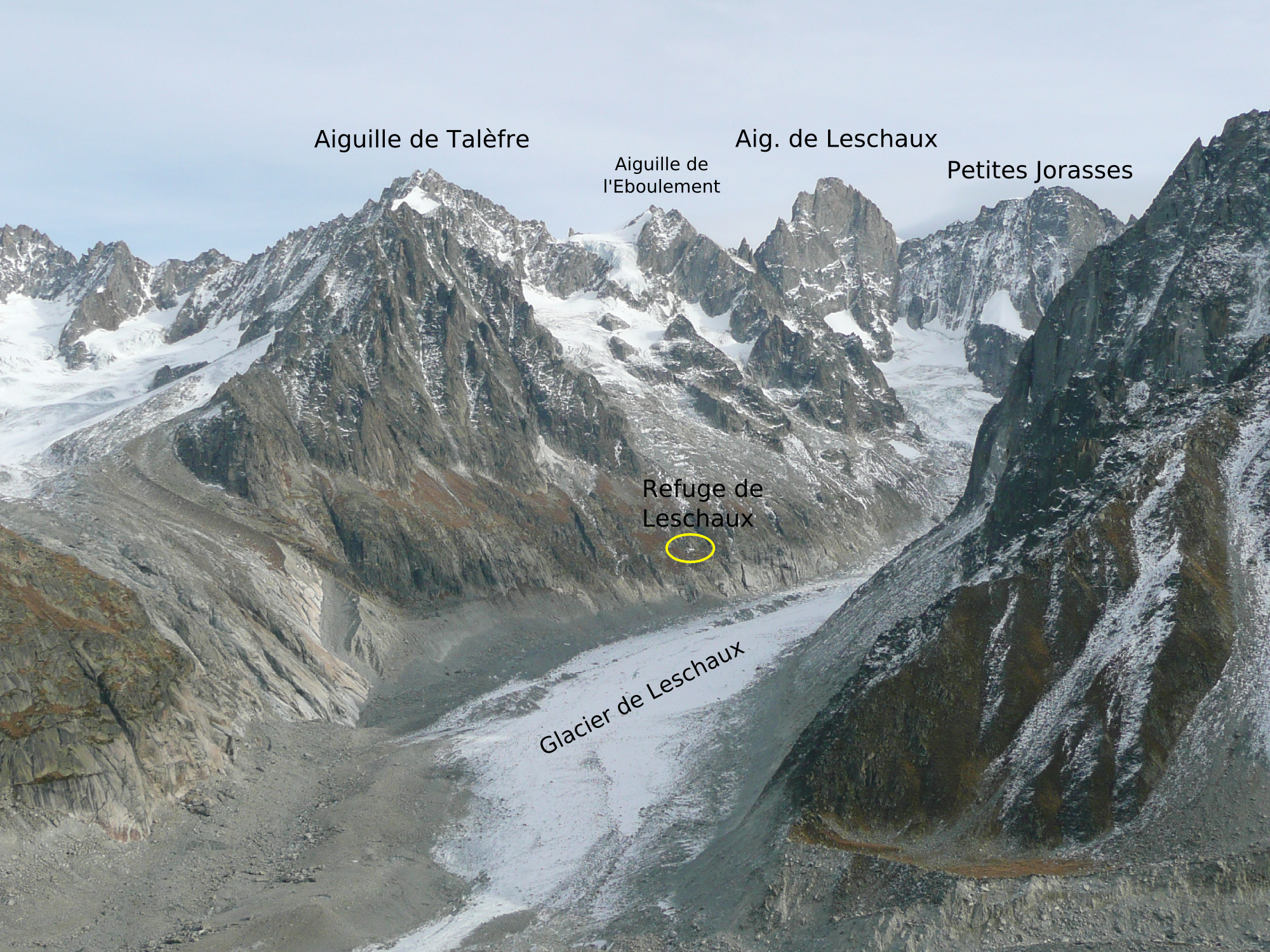
Collocazione del rifugio.

È situato sul fianco del ghiacciaio di Leschaux ed in una posizione particolarmente caratteristica. È il punto di partenza per le varie ascensioni tracciate sul versante nord delle Grandes Jorasses.

## Accesso
Da  Montenvers, località di Chamonix dove arriva la ferrovia Chamonix-Montenvers si risale prima la Mer de Glace e poi il ghiacciaio di Leschaux. Sulla destra del ghiacciaio si trova il rifugio.

## Ascensioni
- Grandes Jorasses - 4.208 m
- Mont Mallet - 3.988 m
- Aiguille de Leschaux - 3.759 m
- Aiguille de Talèfre - 3.730 m
- Petites Jorasses - 3.658 m
- Aiguille de l'Éboulement - 3.599 m
- Pointe de Frébouze - 3.530 m
- Pointe Sisyphe - 3.460 m
- Aiguille du Tacul - 3.438 m